# Casalino
Casalino é uma comuna italiana da região do Piemonte, província de Novara, com cerca de 1.456 habitantes. Estende-se por uma área de 39 km², tendo uma densidade populacional de 37 hab/km². Faz fronteira com Biandrate, Borgo Vercelli (VC), Casalbeltrame, Casalvolone, Confienza (PV), Granozzo con Monticello, Novara, San Pietro Mosezzo, Vinzaglio.

## Demografia
| Variação demográfica do município entre 1861 e 2011                               |
|                                                                                   |
| Fonte: Istituto Nazionale di Statistica (ISTAT) - Elaboração gráfica da Wikipedia |